# Station Poznań Dębina
Station Poznań Dębina is een spoorwegstation in de Poolse plaats Poznań.